# 에센셜 로직
에센셜 로직(영어: Essential Logic)은 1978년 잉글랜드에서 결성된 포스트펑크 밴드로, 엑스레이 스펙스에서 탈퇴한 색소폰 연주자 로라 로직이 결성했다. 결성 당시 밴드는 보컬 로라, 기타 및 보컬 필 레그, 기타리스트 윌리엄 베넷(이후 화이트하우스), 베이스 기타 마크 터너, 드러머에 리치 티(리처드 톰슨), 색소포니스트 데이브 라이트로 구성됐다. 터너는 이후 션 올리버(립, 리그 & 패닉의 멤버)로 교체했다. 밴드는 1981년 해체했으며 2001년 재결합했다.

## 역사
에센셜 로직은 1978년 로직이 예술 학교에서 중퇴한 이후 결성됐다. 첫 싱글은 밴드의 자체 레이블인 셀스(Cells)에서 발매됐다. 러프 트레이드 레코드와 계약하기 전 버진 레코드에서 EP를 발매했다. 데뷔 음반 《Beat Rhythm News》는 1979년 발매됐으며, 1980년 밴드가 해체하기 전까지 싱글을 추가로 몇 장 발매했다.
1978년부터 1981년까지 로직은 레드 크레욜라의 멤버로 활동했으며, 스트랭글러스, 레인코츠 및 스웰 맵스의 음악에 참여했다.
로라 로직은 1982년 러프 트레이드 레코드를 통해 솔로 음반 《Pedigree Charm》을 발매했다. 이후 얼마 지나지 않아 로직은 녹음 및 공연을 포기하고 하레 크리슈나의 종교에 빠져들었다.
2001년, 에센셜 로직은 새로운 곡으로 채워진 EP를 발매하며 재결합했다. 새로운 라인업에는 스카 그룹 배드 매너스의 전 멤버이자 블론디의 게리 발렌타인이 있었다. 이듬해 또 다른 4곡짜리 1998년 세션이 공개됐다.
2003년, 에센셜 로직의 연대기를 담은 컴필레이션 음반 《Fanfare in the Garden》이 킬 록 스타스를 통해 발매됐다. 2022년 밴드는 두 번째 정규 음반 《Land of Kali》를 발매했다.

## 디스코그래피
음반
| 연도 | 제목                              | 영국 인디 | 레이블           |
| ---- | --------------------------------- | --------- | ---------------- |
| 1979 | Beat Rhythm News                  | 11        | 러프 트레이드    |
| 2003 | Fanfare in the Garden (Anthology) | -         | 킬 록 스타스     |
| 2022 | Land of Kali                      | -         | 히트 앤드 셰이크 |

싱글 & EP
| 연도 | 제목                      | 영국 인디 |
| ---- | ------------------------- | --------- |
| 1978 | Aerosol Burns             | -         |
| 1979 | Wake Up                   | -         |
| 1979 | Popcorn Boy Waddle Ya Do? | 24        |
| 1980 | Eugene                    | 36        |
| 1980 | Music Is A Better Noise   | 48        |
| 1981 | Fanfare In The Garden     | 46        |
| 1981 | Essential Logic           | -         |